# 13672 Tarski
13672 Tarski (1997 KH) là một tiểu hành tinh vành đai chính được phát hiện ngày 30 tháng 5 năm 1997 bởi P. G. Comba ở Prescott.